# Siły Zbrojne Syrii
Syryjskie Siły Zbrojne (arab. ‏القوات المسلحة العربية السورية‎, trb. Al-Kwat al-Mslha al-`rbija as-Surija) – siły zbrojne Syryjskiej Republiki Arabskiej. 
W rankingu Global Firepower z 2024 roku syryjskie siły zbrojne stanowiły 60. siłę militarną na świecie. Syryjska Republika Arabska dysponowała budżetem na cele wojskowe w wysokości 1,44 mld USD.
Siły zbrojne Syrii składają się z Syryjskiej Armii Arabskiej (SAA), Syryjskich Arabskich Sił Powietrznych oraz Syryjskiej Arabskiej Marynarki Wojennej. Od 2012 są wspomagane przez ochotnicze Siły Obrony Narodowej. Według syryjskiej konstytucji naczelnym dowódcą sił zbrojnych jest prezydent Syrii.
Siły bazują na poborze, któremu podlegają mężczyźni po 18. roku życia. Od 2011 roku obowiązkowa służba wojskowa trwa 18 miesięcy (do 2005 – 30 miesięcy, od 2005 roku – 24 miesiące, od 2008 – 21 miesięcy).
8 Grudnia 2024 roku siły rządowe wierne byłemu prezydentowi Al-Asadowi zostały rozbite, a żołnierze zdezerterowali.Od czasu wojny domowej w Syrii liczba zaciągniętych członków armii syryjskiej spadła o ponad połowę z liczby 325 000 sprzed wojny domowej do 150 000 żołnierzy w armii w grudniu 2014 r. z powodu ofiar, dezercji i uchylania się od poboru ,  osiągając od 178 000 do 220 000 żołnierzy w armii,  oprócz 80 000 do 100 000 sił nieregularnych. Do 2023 r. liczba aktywnych żołnierzy w armii syryjskiej wzrosła do 170 000,  ale liczba aktywnych sił paramilitarnych i rezerwowych mogła zmniejszyć się nawet o 50 000. 
Siły zbrojne załamały się w 2024 r. wraz z upadkiem reżimu Assada. Po upadku Assada formowane są nowe siły zbrojne podległe nowemu rządowi.
| Stopień                     | Stopień w j. arabskim | Stopień w j. arabskim | Oznaczenia |
| --------------------------- | --------------------- | --------------------- | ---------- |
| marszałek                   | ‏فريق‎                  | fariq                 |            |
| generał / generał-pułkownik | ‏عماد أول‎              | eimad awwal           |            |
| generał / generał-porucznik | ‏عماد‎                  | eimad                 |            |
| generał-major               | ‏لواء‎                  | liwa'                 |            |
| generał brygady             | ‏عميد‎                  | amid                  |            |
| pułkownik                   | ‏عقيد‎                  | aqid                  |            |
| podpułkownik                | ‏مقدم‎                  | muqaddam              |            |
| major                       | ‏رائد‎                  | ra'id                 |            |
| kapitan                     | ‏نقيب‎                  | naqib                 |            |
| starszy porucznik           | ‏ملازم أول‎             | mulazim awwal         |            |
| porucznik                   | ‏ملازم‎                 | mulazim               |            |
| pierwszy chorąży            | ‏مساعد أول‎             | musaeid awwal         |            |
| starszy chorąży             | ‏مساعد ثاني‎            | musaeid thani         |            |
| chorąży                     | ‏مساعد‎                 | musaeid               |            |
| sierżant sztabowy           | ‏رقيب ثاني‎             | raqib thani           |            |
| starszy sierżant            | ‏رقيب أول‎              | raqib awwal           |            |
| sierżant                    | ‏رقيب‎                  | raqib                 |            |
| kapral                      | ‏عريف‎                  | afik                  |            |
| starszy szeregowy           | ‏جندي أول‎              | jundi awwal           |            |
| szeregowy                   | ‏جندي‎                  | jundi                 |            |